# Stazione di Kashimada
La stazione di Kashimada (鹿島田駅?, Kashimada-eki) è una stazione ferroviaria situata nel quartiere di Saiwai-ku della città di Kawasaki, nella prefettura di Kanagawa in Giappone che serve la linea Nambu della JR East.

## Linee
East Japan Railway Company
■ Linea Nambu

## Struttura
La stazione è realizzata in superficie con due marciapiedi laterali e due binari passanti. Sono presenti ascensori e scale mobili, tornelli automatici con supporto alla biglietteria elettronica SUICA e una biglietteria aperta tutti i giorni dalle 7:00 alle 20:00.
| 1 | ■ Linea Nambu |  | per Shitte e Kawasaki                                         |  |
| 2 | ■ Linea Nambu |  | per Musashi-Kosugi, Musashi-Mizonokuchi, Noborito e Tachikawa |  |

## Stazioni adiacenti
| «           | Servizio    | »              |
| Linea Nambu | Linea Nambu | Linea Nambu    |
| ----------- | ----------- | -------------- |
| Yakō        | Locale      | Hirama         |
| Kawasaki    | Rapido      | Musashi-Kosugi |